# Thăng Bình (huyện)
Thăng Bình là một huyện ven biển nằm ở phía đông tỉnh Quảng Nam, Việt Nam.

## Địa lý
Huyện Thăng Bình nằm ở phía đông tỉnh Quảng Nam, có vị trí địa lý:
- Phía đông giáp Biển Đông
- Phía tây giáp huyện Hiệp Đức và huyện Quế Sơn
- Phía nam giáp thành phố Tam Kỳ và các huyện Phú Ninh, Tiên Phước
- Phía bắc giáp huyện Duy Xuyên.

Huyện Thăng Bình có diện tích tự nhiên 384,75 km², dân số năm 2019 là 173.276 người, mật độ dân số đạt 450 người/km².

### Điều kiện tự nhiên
Thăng Bình có khí hậu nhiệt đới gió mùa, với độ ẩm trung bình năm vượt quá 80%, lượng mưa trung bình năm đạt 2.000 mm. Khí hậu chia thành 2 mùa rõ rệt trong năm. Mùa mưa bắt đầu từ tháng 9 năm trước đến tháng 2 năm sau với những trận mưa có cường suất lớn, thời lượng mưa kéo dài gây úng ngập trên diện rộng các xã phía Đông của huyện. Mùa khô bắt đầu từ tháng 2 và kết thức vào tháng 8 với nắng nóng, độ ẩm thấp gây khô hạn. Thời tiết các xã vùng cát như Bình Sa, Bình Nam, Bình Hải, Bình Dương trở nên ngột ngạt vào mùa này.
Sông Ly Ly và sông Trường Giang là hai dòng sông chính chảy trên địa bàn huyện. Sông Ly Ly bị đổi dòng liên tục do ảnh hưởng của các trận lũ lớn, về mùa khô nước sông thường khô cạn. Sông Trường Giang đoạn chảy qua huyện bị người dân trong vùng be bờ nuôi tôm, thu hẹp đáng kể dòng chảy. Thăng Bình có 25 km đường bờ biển với nhiều bãi biển đẹp nhưng chưa được khai thác để phát triển du lịch.
| Lượng mưa trung bình tháng của Thăng Bình các năm 2001-2004 (Đơn vị: mm) | Lượng mưa trung bình tháng của Thăng Bình các năm 2001-2004 (Đơn vị: mm) | Lượng mưa trung bình tháng của Thăng Bình các năm 2001-2004 (Đơn vị: mm) | Lượng mưa trung bình tháng của Thăng Bình các năm 2001-2004 (Đơn vị: mm) | Lượng mưa trung bình tháng của Thăng Bình các năm 2001-2004 (Đơn vị: mm) |
|                                                                          | Năm 2001                                                                 | Năm 2002                                                                 | Năm 2003                                                                 | Năm 2004                                                                 |
| ------------------------------------------------------------------------ | ------------------------------------------------------------------------ | ------------------------------------------------------------------------ | ------------------------------------------------------------------------ | ------------------------------------------------------------------------ |
| Tháng 1                                                                  | 44,5                                                                     | 32,7                                                                     | 22.0                                                                     | 67.8                                                                     |
| Tháng 2                                                                  | 40.7                                                                     | 30.6                                                                     | 20.2                                                                     | 6.9                                                                      |
| Tháng 3                                                                  | 92.5                                                                     | 37.0                                                                     | 37.5                                                                     | 9.5                                                                      |
| Tháng 4                                                                  |                                                                          | 133.0                                                                    | 17.8                                                                     | 12.8                                                                     |
| Tháng 5                                                                  | 272.8                                                                    | 285.0                                                                    | 110.3                                                                    | 43.7                                                                     |
| Tháng 6                                                                  | 206.1                                                                    | 104.3                                                                    | 95.7                                                                     | 154.3                                                                    |
| Tháng 7                                                                  | 36.1                                                                     | 30.2                                                                     | 12.7                                                                     | 244.1                                                                    |
| Tháng 8                                                                  | 512.1                                                                    | 375.8                                                                    | 85.7                                                                     | 68.1                                                                     |
| Tháng 9                                                                  | 107.9                                                                    | 526.9                                                                    | 476.0                                                                    | 328.6                                                                    |
| Tháng 10                                                                 | 728.4                                                                    | 527.4                                                                    | 412.6                                                                    | 266.1                                                                    |
| Tháng 11                                                                 | 307.3                                                                    | 470.2                                                                    | 295.2                                                                    | 258.1                                                                    |
| Tháng 12                                                                 | 400.4                                                                    | 212.2                                                                    | 169.7                                                                    | 94.0                                                                     |
| Cả Năm                                                                   | 2,750.8                                                                  | 2,865.3                                                                  | 1,747.5                                                                  | 1,375.1                                                                  |

Đất đai ở Thăng Bình chia làm nhiều vùng khác nhau: vùng ven biển chủ yếu là đất cát trắng; vùng đồng bằng trung du bán sơn địa và miền núi rừng rậm rạp, đất đai khô cằn, bạc màu hoặc bị đá ong hoá. Hiện nay diện tích gò đồi, núi trọc chiếm 2/5 diện tích đất đai của huyện.

## Lịch sử

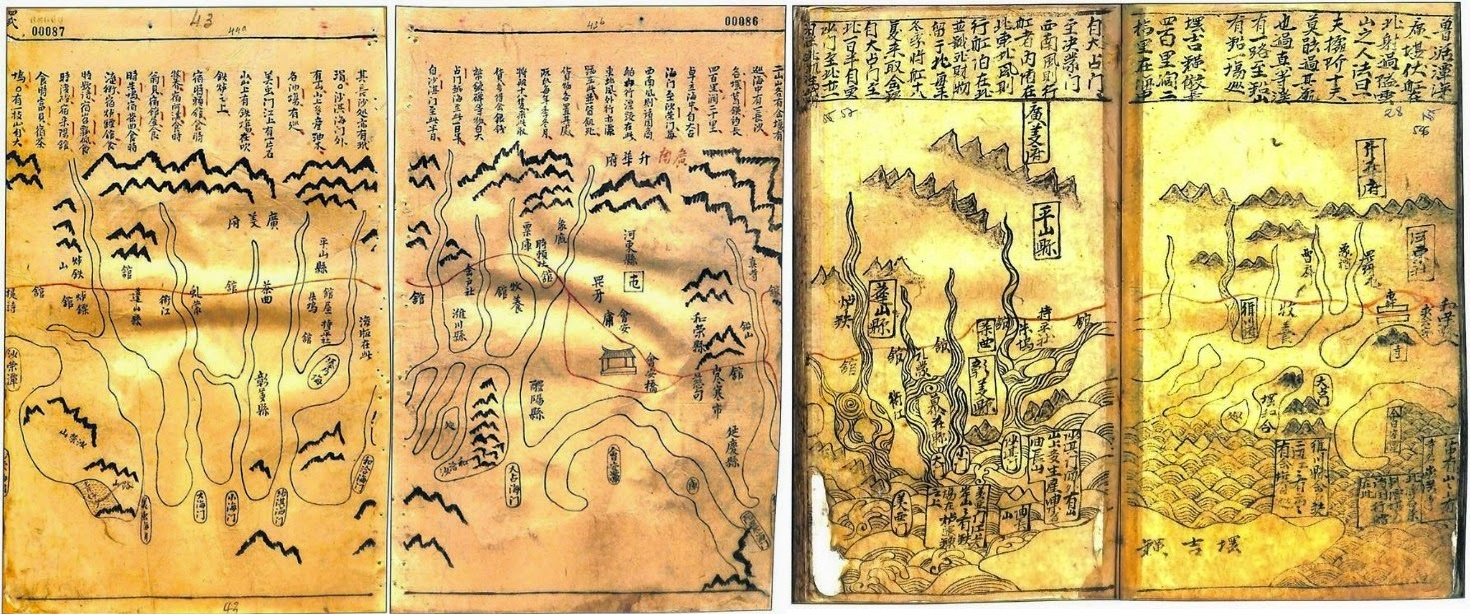
Địa danh Thăng Bình (tức Thăng Hoa phủ, 升華府) trong các bản đồ xứ Quảng Nam của tập bản đồ Toản tập An Nam lộ và tập bản đồ Thiên nam tứ chí lộ đồ thư.

Trước 1430, Thăng Bình thuộc Cổ Lũy Động, một đơn vị hành chính của Chiêm Thành. Năm 1430, vùng đất này nằm dưới sự quản lý của nhà Hồ. Năm 1471 vua Lê Thánh Tông lập Đạo Thừa tuyên Quảng Nam. Năm 1490 Đạo Thừa tuyên Quảng Nam đổi thành xứ Quảng Nam, năm 1520 gọi là trấn Quảng Nam và năm 1602 Chúa tiên Nguyễn Hoàng đổi thành Dinh Quảng Nam, huyện Lệ Giang đổi thành huyện Lệ Dương; đến năm 1906 đổi thành Phủ Thăng Bình. Năm 1922, một số xã phía Tây Nam Phủ Thăng Bình được tách nhập với một số xã của phía Tây Phủ Tam Kỳ thành huyện mới là Tiên Phước. Sau Cách mạng Tháng Tám năm 1945, 5 xã phía Đông của Duy Xuyên được nhập vào Thăng Bình.
Sau năm 1975, huyện Thăng Bình thuộc tỉnh Quảng Nam - Đà Nẵng, gồm 20 xã: Bình An, Bình Đào, Bình Định, Bình Dương, Bình Giang, Bình Hải, Bình Lâm, Bình Lãnh, Bình Nam, Bình Nguyên, Bình Phú, Bình Phục, Bình Quế, Bình Quý, Bình Sa, Bình Trị, Bình Triều, Bình Trung, Bình Tú và Thăng Phước.
Ngày 23 tháng 9 năm 1981, thành lập thị trấn Hà Lam (thị trấn huyện lỵ huyện Thăng Bình) trên cơ sở tách một phần diện tích và dân số của xã Bình Nguyên.
Ngày 14 tháng 3 năm 1984, Hội đồng Bộ trưởng ban hành Quyết định 40-HĐBT. Theo đó:
- Tách thôn Tú Trà của xã Bình Tú và 2 thôn Ngũ Xã, Gia Hội của xã Bình Phú để thành lập xã Bình Chánh
- Chia xã Bình Đào thành 2 xã: Bình Đào và Bình Minh.

Ngày 31 tháng 12 năm 1985, hai xã phía tây: Bình Lâm và Thăng Phước chuyển sang trực thuộc huyện Hiệp Đức.
Ngày 6 tháng 11 năm 1996, huyện Thăng Bình thuộc tỉnh Quảng Nam vừa được tái lập.
Ngày 8 tháng 3 năm 2007, chia xã Bình Định thành 2 xã: Bình Định Bắc và Bình Định Nam.
Ngày 24 tháng 10 năm 2024, Ủy ban Thường vụ Quốc hội ban hành nghị quyết số 1241/NQ-UBTVQH15 về việc sắp xếp đơn vị hành chính cấp xã của tỉnh Quảng Nam giai đoạn 2023–2025 (nghị quyết có hiệu lực từ ngày 1 tháng 1 năm 2025). Theo đó:
- Sáp nhập xã Bình Chánh vào xã Bình Phú.
- Sáp nhập hai xã Bình Định Bắc và Bình Định Nam trở lại thành xã Bình Định.

Huyện Thăng Bình có 1 thị trấn và 19 xã như hiện nay.

## Hành chính

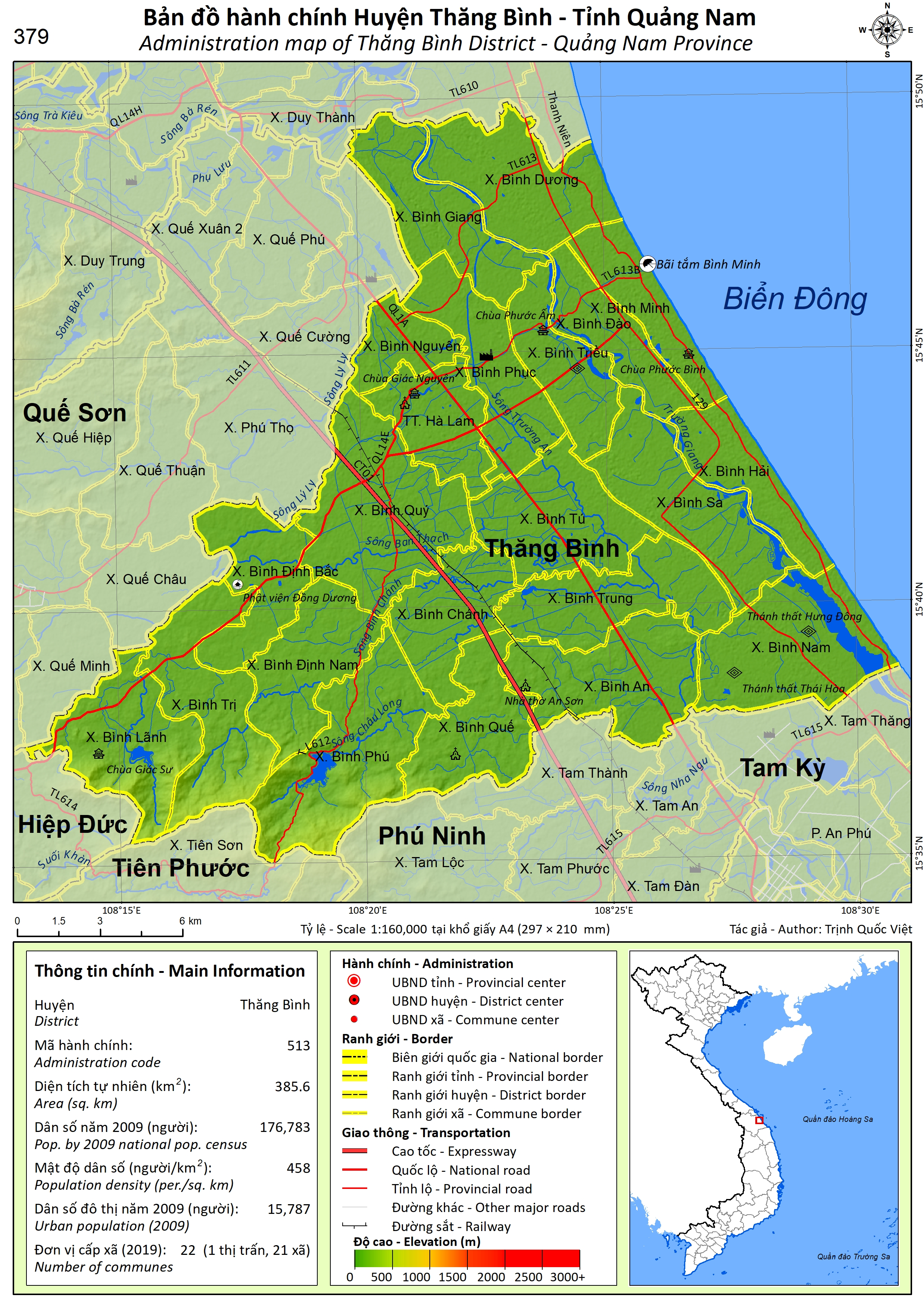
Bản đồ hành chính huyện Thăng Bình

Huyện Thăng Bình có 22 đơn vị hành chính cấp xã trực thuộc, bao gồm thị trấn Hà Lam (huyện lỵ) và 19 xã: Bình An, Bình Đào, Bình Định, Bình Dương, Bình Giang, Bình Hải, Bình Lãnh, Bình Minh, Bình Nam, Bình Nguyên, Bình Phú, Bình Phục, Bình Quế, Bình Quý, Bình Sa, Bình Trị, Bình Triều, Bình Trung, Bình Tú.
| 1                                                      | TT. Hà Lam     | 11,70 | 17.425 | 1.489 |
| 2                                                      | Xã Bình Dương  | 20,50 | 7.239  | 353   |
| 3                                                      | Xã Bình Giang  | 17,13 | 8.237  | 481   |
| 4                                                      | Xã Bình Nguyên | 7,27  | 6.888  | 948   |
| 5                                                      | Xã Bình Phục   | 18,10 | 9.261  | 512   |
| 6                                                      | Xã Bình Triều  | 12,63 | 9.545  | 756   |
| 7                                                      | Xã Bình Đào    | 11,50 | 7.239  | 630   |
| 8                                                      | Xã Bình Minh   | 11,80 | 8.472  | 718   |
| 9                                                      | Xã Bình Lãnh   | 19,23 | 5.169  | 269   |
| 10                                                     | Xã Bình Trị    | 19,86 | 5.356  | 270   |
| 11                                                     | Xã Bình Định   | 31,3  | 8.632  | 558   |
| 12                                                     | Xã Bình Quý    | 27    | 11.515 | 427   |
| 13                                                     | Xã Bình Phú    | 41,33 | 7.037  | 374   |
| 14                                                     | Xã Bình Tú     | 20    | 12.256 | 613   |
| 15                                                     | Xã Bình Sa     | 20,34 | 7.109  | 350   |
| 16                                                     | Xã Bình Hải    | 12,47 | 6.230  | 500   |
| 17                                                     | Xã Bình Quế    | 15,53 | 5.413  | 349   |
| 18                                                     | Xã Bình An     | 21,60 | 11.194 | 518   |
| 19                                                     | Xã Bình Trung  | 19,15 | 11.120 | 581   |
| 20                                                     | Xã Bình Nam    | 26,12 | 8.389  | 321   |
| Nguồn: Dân số đến 01 tháng 4 năm 2019 - Tỉnh Quảng Nam |                |       |        |       |

## Xã hội

### Giáo dục
Có 5 trường trung học phổ thông (được quản lý bởi Sở Giáo dục và Đào tạo tỉnh Quảng Nam):
- THPT Tiểu La (thị trấn Hà Lam)
- THPT Thái Phiên (thị trấn Hà Lam)
- THPT Nguyễn Thái Bình (xã Bình Đào)
- THPT Lý Tự Trọng (xã Bình Trị)
- THPT Hùng Vương (xã Bình An).

| STT | Đơn vị hành chính cấp xã | Trường Trung học cơ sở                                              | Trường Tiểu học                              | Trường MG-MN                                           |
| --- | ------------------------ | ------------------------------------------------------------------- | -------------------------------------------- | ------------------------------------------------------ |
| 1   | TT. Hà Lam               | THCS Lê Quý Đôn Lưu trữ ngày 2 tháng 3 năm 2013 tại Wayback Machine | 03: Kim Đồng, Lương Thế Vinh, Trần Quốc Toản | 03: MN Hương Sen, MG Hà Lam, MN tư thục Tuổi Thần Tiên |
| 2   | Xã Bình Dương            | Trung học cơ sở Lê Đình Chinh                                       | TH Lê Văn Tám                                | MG Bình Dương                                          |
| 3   | Xã Bình Giang            | Trung học cơ sở Quang Trung                                         | 02: Cao Bá Quát, Lương Định Của              | MG Bình Giang                                          |
| 4   | Xã Bình Nguyên           | Trung học cơ sở Huỳnh Thúc Kháng                                    | TH Trưng Vương                               | MG Bình Nguyên                                         |
| 5   | Xã Bình Phục             | Trung học cơ sở Nguyễn Đình Chiểu                                   | TH Nguyễn Trãi                               | MG Bình Phục                                           |
| 6   | Xã Bình Triều            | Trung học cơ sở Ngô Quyền                                           | 02: Lê Hồng Phong, Đoàn Bường                | MG Bình Triều                                          |
| 7   | Xã Bình Đào              | Trung học cơ sở Nguyễn Hiền                                         | TH Nguyễn Thị Minh Khai                      | MG Bình Đào                                            |
| 8   | Xã Bình Minh             | Trung học cơ sở Phan Đình Phùng                                     | TH Nguyễn Văn Cừ                             | MG Bình Minh                                           |
| 9   | Xã Bình Lãnh (miền núi)  | Trung học cơ sở Hoàng Hoa Thám                                      | TH Nguyễn Chí Thanh                          | MG Bình Lãnh                                           |
| 10  | Xã Bình Trị              | Trung học cơ sở Nguyễn Bá Ngọc                                      | TH Nguyễn Văn Trỗi                           | MG Bình Trị                                            |
| 11  | Xã Bình Định             | Trung học cơ sở Nguyễn Duy Hiệu                                     | TH Trần Cao Vân TH Đinh Tiên Hoàng           | MG Bình Định                                           |
| 12  | Xã Bình Quý              | Trung học cơ sở Trần Quý Cáp                                        | 02: Nguyễn Khuyến, Nguyễn Thành              | MG Bình Quý                                            |
| 13  | Xã Bình Phú (miền núi)   | Trung học cơ sở Lê Lợi                                              | TH Trần Hưng Đạo TH Ngô Gia Tự               | MG Bình Phú                                            |
| 14  | Xã Bình Tú               | Trung học cơ sở Lý Thường Kiệt                                      | 02: Phù Đổng, Lê Độ                          | MG Bình Tú                                             |
| 15  | Xã Bình Sa               | Trung học cơ sở Chu Văn An                                          | TH                                           | MG Bình Sa                                             |
| 16  | Xã Bình Hải              | Trung học cơ sở Hoàng Diệu                                          | TH Thái Phiên                                | MG Bình Hải                                            |
| 17  | Xã Bình Quế              | Trung học cơ sở Nguyễn Tri Phương                                   | TH                                           | MG Bình Quế                                            |
| 18  | Xã Bình An               | Trung học cơ sở Phan Châu Trinh                                     | TH Võ Thị Sáu, TH Mạc Đỉnh Chi.              | MG Bình An, MG An Mỹ,An Thái, An Dưỡng,An Phước        |
| 19  | Xã Bình Trung            | Trung học cơ sở Phan Bội Châu                                       | TH Nguyễn Du, TH Lê Lai                      | MG Bình Trung                                          |
| 20  | Xã Bình Nam              | Trung học cơ sở Nguyễn Bỉnh Khiêm                                   | TH Hoàng Văn Thụ (4 phân hiệu)               | MG Bình Nam                                            |

## Văn hóa
Tại làng cổ Đồng Dương (xã Bình Định Bắc) có di tích Tháp Đồng Dương hay còn gọi là Phật viện Đồng Dương là một di tích quan trọng vào loại bậc nhất của Chăm Pa, gồm có hệ thống các tháp nằm gần nhau.

### Lễ hội
Lễ hội lăng Bà ở chợ Được (xã Bình Triều) được tổ chức vào ngày 10, 11 tháng Giêng hàng năm. Ngoài ra còn có các lễ hội cầu ngư của ngư dân ven biển thuộc các xã Bình Minh, Bình Hải, Bình Dương.
Thăng Bình còn nổi tiếng với đặc sản là khoai lang Trà Đõa (Bình Đào). Đây là loại khoai được người dân trồng rất công phu, ngoài ăn tươi còn được chế biến thành khoai lang khô (xắt lát, phơi khô) để độn cơm hoặc nấu chè khoai với đường đen; khoai chà để ăn chơi trong mùa mưa (luộc chín, chà trên rổ và phơi khô để dành).

## Hạ tầng
Có Quốc lộ 1, đường cao tốc Đà Nẵng – Quảng Ngãi và đường sắt Bắc Nam đi qua.
Hiện nay trên địa bàn huyện Thăng Bình đã và đang hình thành một số khu đô thị mới như khu đô thị An Bình, khu đô thị Bình Nguyên... phần lớn đều nằm ở thị trấn Hà Lam.

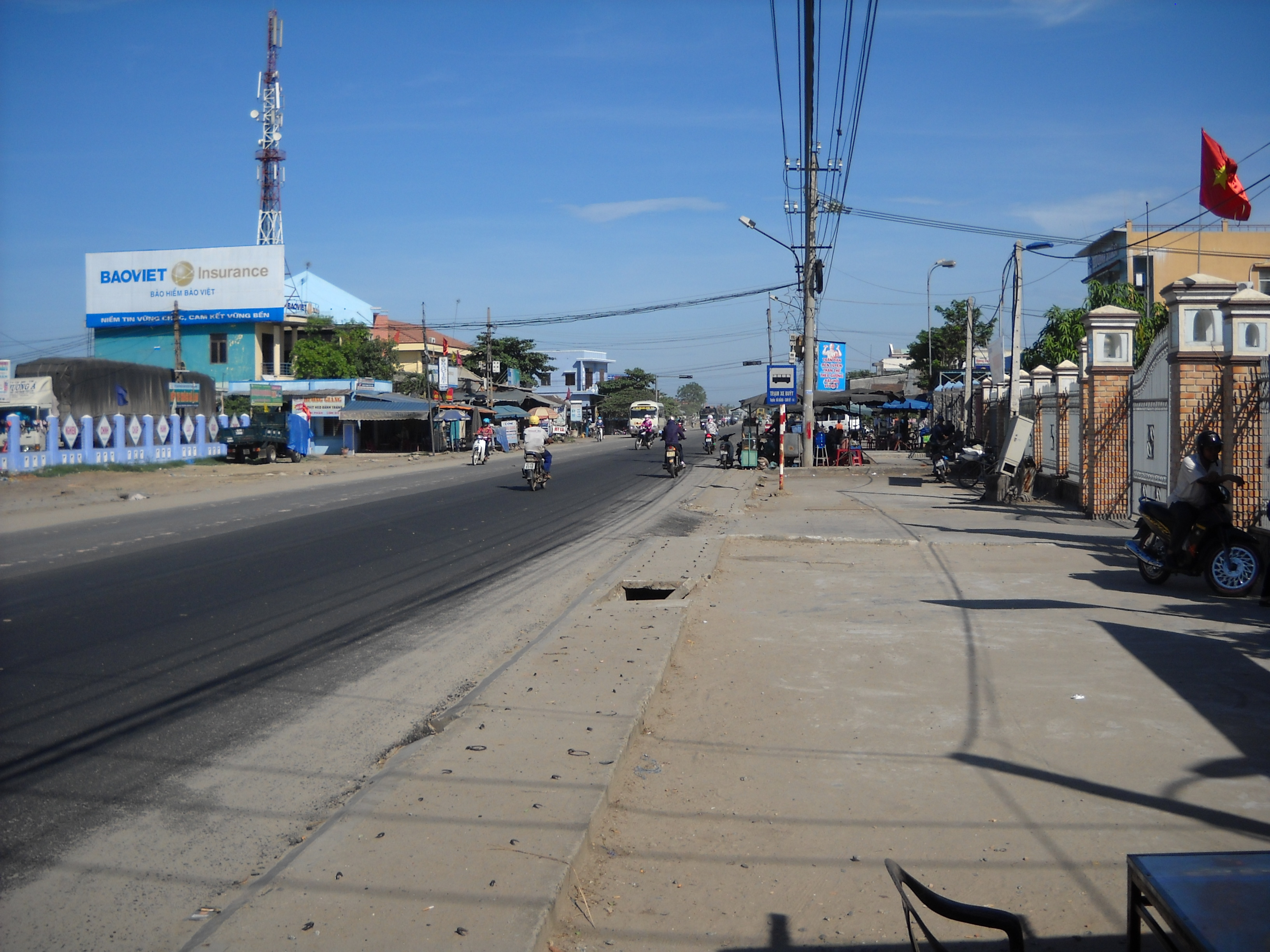
Thị trấn Hà Lam

## Danh nhân

### Nhà cách mạng
- Tiểu La Nguyễn Thành
- Trung tướng Châu Văn Mẫn, Anh hùng lực lượng vũ trang, Tổng cục trưởng TC Chính trị CAND, cựu tù chính trị Côn Đảo.

### Nhà văn, nhà báo
- Nguyên Ngọc
- Nguyễn Nhật Ánh
- Nguyễn Công Khế (cựu Tổng biên tập báo Thanh Niên).

### Nhạc sĩ
- Phan Văn Minh
- Nguyễn Hoàng Bích.